# Bonțida
Bonțida (węg. Bonchida) – wieś w Rumunii, w okręgu Kluż, w gminie Bonțida. W 2011 roku liczyła 2979 mieszkańców.
Pierwsza wzmianka o tej miescowości pochodzi z 1263 roku pod nazwą Bonchhyda. Najokazalszym zabytkiem architektonicznym jest zamek dziedziców. Zamek został zbudowany przez rodzinę Bánffy pod koniec XV wieku, a następnie wzmocniony przez Dénesa Bánffy'ego w połowie XVII wieku. Jego następca, György Bánffy, gubernator Siedmiogrodu, kontynuował budowę w latach dziewięćdziesiątych XVII wieku. Podczas Pierwsza wzmianka o niej pochodzi z 1263 roku i nosi nazwę Bonchhyda. Zamek został zbudowany przez rodzinę Bánffy pod koniec XV wieku, a następnie wzmocniony przez Dénesa Bánffy'ego w połowie XVII wieku. Jego następca, György Bánffy, gubernator Siedmiogrodu, kontynuował budowę w latach dziewięćdziesiątych XVII wieku. Podczas wojny Kuruców o niepodległość (powstanie Thökölyego oraz Rakoczego przeciwko Habsburgom) obie strony niszczyły zamek, który służył jako baza. Później popadł w ruinę.  W latach 1748–1753 Dénes Bánffy, pan na Kolozs, przebudował go na zamek w stylu barokowym. Stał się on jednym z najpiękniejszych pałaców w Transylwanii. Dziedziniec został udekorowany posągami przedstawiającymi mitologię grecką, autorstwa rzeźbiarza z Kluż-Napoki Johannesa Nachtigalla. W 1944 roku Niemcy splądrowali i spalili obiekt. Rozpoczęto międzynarodowy program mający na celu odrestaurowanie zamku.